# Gemeentelijke herindelingsverkiezingen in Nederland 1994
Gemeentelijke herindelingsverkiezingen in Nederland 1994 geeft informatie over tussentijdse verkiezingen voor een gemeenteraad in Nederland die gehouden werden in 1994.
De verkiezingen werden gehouden in zes gemeenten die betrokken waren bij een herindelingsoperatie die op 1 januari 1995 is doorgevoerd.

## Verkiezingen op 9 november 1994
- de gemeenten Kortgene en Wissenkerke: samenvoeging tot een nieuwe gemeente Noord-Beveland;[1]
- de gemeenten Sint Philipsland en Tholen: samenvoeging tot een nieuwe gemeente Tholen.[2]

## Verkiezingen op 30 november 1994
- de gemeenten Aardenburg en Sluis: samenvoeging tot een nieuwe gemeente Sluis-Aardenburg.[3]

In al deze gemeenten zijn de reguliere gemeenteraadsverkiezingen van 2 maart 1994 niet gehouden.
Door deze herindelingen daalde het aantal gemeenten in Nederland per 1 januari 1995 van 636 naar 633.